# 湯浅真尋
湯浅 真尋（ゆあさ まひろ、1982年 - ）は、日本の小説家。愛知県生まれ、東京都在住。早稲田大学第二文学部卒業。

## 経歴
2020年、「四月の岸辺」で第63回群像新人文学賞優秀作を受賞してデビュー。

## 作品リスト

### 単行本
- 『四月の岸辺』（2021年10月 講談社）ISBN 978-4-06-525148-5
  - 四月の岸辺 - 『群像』2020年7号
  - 導くひと - 『群像』2021年5月号

### 単行本未収録

#### 小説
- 「ディスタンス」 - 『群像』2023年2号